# تافراوتن (آيت مزال)
تافراوتن هي إحدى مشيخات المملكة المغربية، تتبع جغرافيا لإقليم شتوكة آيت باها وإداريًا لآيت مزال. يقدر عدد سكانها بـ 493 نسمة حسب الإحصاء الرسمي للسكان والسكنى لسنة 2004.